# نبرد ایتسوکوشیما
نبرد میاجیما (به ژاپنی: 厳島合戦 Itsukushima Kassen) نبردی بود که در جزیره ایتسوکوشیما در اکتبر ۱۵۵۵ درگرفت.